# Iconotheca Valvasoriana
Iconotheca Valvasoriana je faksimilirana, znanstvenokritično obdelana grafična zbirka Janeza Vajkarda Valvasorja.

## Zgodovina Valvasorjeve grafične zbirke
Začetnik te zbirke je bil najverjetneje Jurij Bobič iz Most pri Komendi (Georg Wubitsch), katerega podpis (inicialke) so na hrbtni strani velikega števila grafičnih listov, zlasti nizozemskih, flamskih in nemških avtorjev. Po njegovi smrti, okoli sredine 17. stoletja,  jo je pridobil (odkupil) Valvasor. Wubitsch je grafike očitno zbiral z veliko estetskega občutka za kakovost umetniškega dela, Valvasor pa je nadaljeval v isti smeri in zbral veliko število vrhunskih del že v njegovem času znanih in nadvse cenjenih avtorjev. V svojem štirinajstletnem potovanju (1659 – 1672) po takratni Evropi je kupoval grafične liste in jih kasneje uredil v 18 zvezkov, vezanih v usnje. Razporedil jih je po temah, tehniki in nacionalni pripadnosti avtorjev. Zbirko je leta 1691 od Valvasorja, skupaj z njegovo celotno knjižnico (1520 knjig), odkupil zagrebški škof Aleksandar Mikulić. V nadškofijski knjižnici v Zagrebu je bila do leta 1916, ko je bil celoten arhiv prenesen v knjižnico Univerze v Zagrebu. Leta 1948 so lastniki zbirke, Zagrebška nadškofija, z Jugoslovansko akademijo znanosti in umetnosti sklenili dogovor, da se bo zbirka hranila na akademiji, najprej na Zgodovinskem inštitutu, od leta 1951 pa se nahaja v metropolitanski knjižnici v okviru državnega arhiva. Zvezek številka 4. manjka; tekom stoletji se je izgubil.

## Opis
Zbirka obsega sedemnajst zvezkov velikega formata, s 7.752 grafičnimi listi - grafike, risbe in akvarele - znanih in neznanih - nemških, avstrijskih, nizozemskih, flamskih, francoskih, italijanskih, angleških in kranjskih - mojstrov 15., 16. in 17. stoletja, tudi takšnih, kot so npr.  Albrecht Dürer, Lucas Cranach, Rembrandt in Jacques Callot. 
Ponatis celotne zbirke - Iconotheco Valvasoriano - je izdala Fundacija Janez Vajkard Valvasor pri Slovenski akademiji znanosti in umetnosti v nakladi 100 oštevilčenih kompletov. Vodja projekta, urednik in oblikovalec Lojze Gostiša je za dokončanje projekta skupaj z ekipo potreboval 8 let (2000 - 2008). Vsaka posamezna grafika v zbirki ima svoj znanstveni komentar v slovenščini, hrvaščini in angleščini, tiskane so na visokokvalitetnem švedskem papirju, izdelanem iz gojenega drevja, vezava pa je povsem ročna - v polusnje vezani zvezki z originalnim hrbtnim okrasjem, zaporedno številko in z naslovno stranjo v nemščini, na notranji strani platnic pa je Valvasorjev ekslibirs. Grafike so nalepljene na liste, ki so del zvezka, nekaj pa jih je neposredno vezanih v zvezek. 
Iconotheca Valvasoriana je največja faksimilirana grafična zbirka na svetu in edinstvena, ker je dosledno izpeljan faksimilni natis z znanstveno kritično obdelavo celotnega gradiva v treh jezikih.

## Razporeditev grafik
Valvasor je grafike razporedil po tehnikah, nacionalni pripadnosti avtorjev in temah: upodobitve Stare in Nove zaveze, podobe svetnikov, antični motivi in najrazličnejši žanrski posvetni prizori, portreti, grbi, vedute, zemljevidi ter živalski in rastlinski svet. 
- Zvezek I. (429 listov) - Razni svetopisemski bakrorezi iz Stare in Nove zaveze, pa tudi vsi mogoči drugi bakrorezi verske vsebine, ki so si jih zamislili, jih narisali in v baker vrezali razni slikarji, bakrorezci in drugi umetniki.
- Zvezek II. (480 listov) - Različni bakrorezi verske vsebine o naši ljubi Gospe in o trpljenju in smrti vsemogočnega Boga, pa tudi prizori čudežev in podobni bakrorezi, ki so si jih zamislili, jih narisali in v baker vrezali razni slikarji, bakrorezci in drugi umetniki.
- Zvezek III. (466 listov) - Različni prizori verske vsebine, od vseh svetnikov do vsakršnih bakrorezov z upodobitvami puščavnikov, ki so si jih zamislili, jih narisali in v baker vrezali razni slikarji, bakrorezci in drugi umetniki.
- Zvezek IV. - manjkajoči zvezek
- Zvezek V. (298 listov) - Različne teze, sibile, sedem svobodnih umetnosti, dvanajst mesecev, štirje letni časi, štirje elementi, štirje deli sveta, petero čutov, pa tudi drugi podobni bakrorezi, ki so si jih mnogi slikarji, bakrorezci in še drugi umetniki zamislili, jih narisali in v baker vrezali.
- Zvezek VI. (245 listov) - Različne noše, okrasje, ognjemeti, komedije, arhitektura, perspektiva in razni topografski in matematični bakrorezi, ki so si jih zamislili, jih narisali in v baker vrezali razni slikarji, bakrorezci in drugi umetniki.
- Zvezek VII. (328 listov) - Razni zemljevidi, mesta, pristanišča, rimske starine pa tudi vse mogoče topografske upodobitve zgradb in podobni bakrorezi, ki so si jih zamislili, jih narisali in v baker vrezali razni slikarji, bakrorezci in drugi umetniki.
- Zvezek VIII. (328 listov) - Razne najnovejše vesti in dogodki, slovesni sprevodi, kmetje, muzikantje, berači, norci, maske in drugi temu podobni bakrorezi, ki so si jih zamislili, jih narisali in v baker vrezali razni slikarji, bakrorezci in drugi umetniki.
- Zvezek IX. (312 listov) - Različne bitke, lovski in ribiški prizori, opravila na posestvih, živali, ptice, mrčes, polži, cvetlice, zeli, drevesa, sadje in drugi primerljivi bakrorezi, ki so si jih zamislili, jih narisali in v baker vrezali razni slikarji, bakrorezci in drugi umetniki.
- Zvezek X. (274 listov) - Različni bakrorezi iz Ovidovih Metamorfoz, iz Vergilijevih in ljubezenskih pesmi ter drugi tem podobni, ki so si jih zamislili, jih narisali in v baker vrezali razni slikarji, bakrorezci in drugi umetniki.
- Zvezek XI. (332 listov) - Različni bakrorezi po Ovidovi Umetnosti ljubezni, goli otroci, Bakh in satiri, rimski in drugi kipi, tudi vzorčni listi za risarje in rezce, pa tudi vsakršne podobe Venere, in podobni goli bakrorezi, ki so si jih zamislili, jih narisali in v baker vrezali razni slikarji, bakrorezci in drugi umetniki.
- Zvezek XII. (447 listov) - Različni bakrorezi duhovnih in svetnih, ženskih in moških portretov, k nogam in na konju, doprsnih in celopostavnih, portreti cesarjev, knezov, plemenitih in tudi vseh vrst drugih ljudi, ki so si jih zamislili, jih narisali in v baker vrezali razni slikarji, bakrorezci in drugi umetniki.
- Zvezek XIII. (399 listov) - Različni verski in posvetni bakrorezi, izvirniki in kopije, ki so si jih zamislili, jih narisali in v baker vrezali razni slikarji, bakrorezci in drugi umetniki, kot Le Poutre, Perelle, Israel Silvestre, Thourneyser.
- Zvezek XIV. (399 listov) - Različni verski in posvetni bakrorezi, izvirniki in kopije, ki so si jih zamislili, jih narisali in v baker vrezali razni slikarji, bakrorezci in drugi umetniki kot Callot, Callignom, Stepha: della Bella, Bosse in podobni.
- Zvezek XV. (415 listov) - Različni bakrorezi verske in posvetne vsebine, originali in kopije, ki so si jih zamislili, jih narisali, jedkali in v baker vrezali slavni stari umetniki in bakrorezci, kot so Albrecht Dürrer, Alegraff, Marten Schen, Hanzs Sebl Behm, Georg Penzs, Virgilius Solis, Rembrant in drugi stari Mali mojstri.
- Zvezek XVI. (277 listov) - Različni ščiti in grbi in podobni bakrorezi, ki so si jih zamislili, jih narisali in v baker vrezali razni slikarji, bakrorezci in drugi umetniki, pa tudi različni lesorezi verske in posvetne vsebine, skrbno v les vrezani.
- Zvezek XVII. (465 listov) - Različne verske in posvetne skice in risbe, ki so jih dobro in slabo skicirali in narisali različni slikarji in umetniki, in tudi različno drevesno in zeliščno listje, odtisnjeno po naravi.
- Zvezek XVIII. (163 listov) - Razno sadje, cvetlice, rastline, pa tudi ptice, ribe, živali, mrčes in podobno, večidel vse naslikano z vodnimi barvami po naravi.

## Seznam avtorjev
Heinrich Aldegrever (1502-ok.1561);
Aubry Abraham - 17.st.;
Johann Azelt (1654-?);
Jean-Baptiste Barbé (1578-1649);
Johan Barra - 1581-1634;
Robert Willemsz de Baudous (1574/75-1653/54);
Hans Sebald Beham (1500-1550);
Jurij Bobič (ok.1622-ok.1670);
Johann Alexander Böner (1647-1720);
Hans Bol (1534-1593);
Schelte Adams Bolswert (ok.1581-1659);
Pieter van der Borcht IV (1545-1608);
Agostino Carracci (1557-1602);
François Chauveau (1613-1676);
Nicolas Chaperon (1612-1656);
Luca Cimberlano (ok. 1580-1641);
Albertus Clouwet (1636-1679);
Nicolas Cochin (1610-1686);
Adriaen Collaert (ok. 1560-1618);
Hans Collaert (u. ok. 1581);
Lucas Cranach starejši (1472-1553);
Camillo Cungi (ok.1570-ok.1649);
Dominicus Custos (ok. 1560-1612);
Raphael Custos (1590-1651);
Claude Derbage (del. 1664-1675);
Joannes van Doetecum (?-1630);
Bartholomeus Willemsz Dolendo (ok. 1571-po 1630);
Zacharias Dolendo (1561-1604);
Etienne Dupérac (ok.1520-ok.1604);
Albrecht Dürer (1471-1528);
Jean Duvet (1485-1570);
Pietro Faccini (ok. 1562-1602);
Gregorius Fentzel - 17.st.;
Johann Friedrch Fleischberger (2. pol. 17. st.);
Giovanni Battista Fontana;
Paulus Fürst (1608-1666);
Cornelis Galle starejši (1576-1650);
Philip Galle (1537-1612);
Theodoor Galle (ok. 1571-1633);
Giorgio Ghisi (1520-1582);
Hendrik Goltzius (1558-1617);
Matthias Greischer (1659-1689);
Sigmund Gabriel Hirschmann (1632-po 1682);
Jacob Hoffmann (del. 1683-1705);
Wenzel Hollar (1607-1677);
Hendrik Hondius I. (1573-1650);
Hendrik Hondius II. (ok. 1597-1651);
Romeyn de Hooghe (1645-1708);
Pieter de Jode I. (1570-1634);
Johann Matthias Kager (1575-1634);
Philipp Kilian (1628-1693);
Matthäus Küsel (1628-1681);
Melchior Küsel (1625-1683);
Jean Le Pautre (1618-1682);
Johann Martin Lerch (1659-1685);
Michiel van Lochom (1601-1647);
Jan van Londerseel (1528-1624/25);
Karel van Mallery (ok. 1571-1635);
Johann Kaspar Mannasser (1640-1684);
Jean Marot (ok.1619-1679);
Matthäus Merian (1593-1650);
Giovanni Merlo - 17.st.;
Dietrich Meyerh (1572-1658);
Monogramist CM;
Monogramist HL ali H;
Monogramist I. O. G.;
Harmen Jansz Muller (ok.1540-1617);
Reinier Nooms (1623-ok.1664);
Justus van den Nypoort (ok. 1625-po 1692);
Egbert van Panderen (ok. 1581-1637);
Crispijn van de Passe starejši (ok.1565-1637);
Georg Pencz (ok.1500-1550);
Giacomo Piccini (ok.1617-ok.1669);
Pieter van der Heyden (1530-1575);
Francis Place (1647-1728);
Matthijs Pool  (1670-1732);
Hermann Hendrik Quiter (1628-1708);
Servatius Raeven (2. pol. 16. st.);
Rembrandt (1606-1669);
Heinrich Renbage - 16.st.;
Domenico Cavaliere Rossetti (1650-1736);
Peter Paul Rubens (1577-1640);
Nicolaes Ryckmans (del. 1616-1626);
Egidius Sadeler starejši (1570-1629);
Johannes Sadeler I. (1550-1600);
Justus Sadeler (1583-1620);
Marcus Christoph Sadeler (1614-ok.1660);
Raphael Sadeler starejši (1560/61-1628/32);
Tobias Sadeler (del. 1670-1675);
Cornelis Saftleven (1608-1681);
Jean de Saint-Igny (?-1647);
Jacob von Sandrart (1630-1708);
Susanne Maria von Sandrart (1658-1716);
Johannes Schmidt (grafik) (2. pol. 17. st.);
Johann Cristoph Schmischek (2. pol. 17. st.);
Lukas Schnitzer (del. 1633-1671);
Johann Jacob Schollenberger (ok. 1665-1695);
Johann Heinrich Schönfeld (1609-1682);
Martin Schongauer (1448-1491);
Cornelius Nicolas Schurtz (1630-1690);
Cornelis Schut I. (1597-1655);
G. Christoph Seitz (2. pol. 17. st.);
Johann Siebmacher (?-1611);
Virgil Solis (1514-1562);
Louis Spirinx (1596-1669);
Stefano della Bella (1610-1664);
Antonio Tempesta (1555-1630);
Hans Troschel starejši (1585-1628);
Peter Paul Troschel (ok. 1620-1667);
Andreas Trost (?-1708);
Jonas Umbach (ok. 1624-1693);
 Johannes Visscher (ok.1636-ok.1692);
Pavao Ritter Vitezović (1652-1713);
Maarten De Vos (1532-1603);
Sébastien Vouillemont (ok.1610-?);
Simon Wynhoutsz Vries (ok.1580-1629);
Jacob de Weert (1569-?);
Hans Weiner (ok. 1570/75-1619);
Michael Wening (1645-1718);
 Antoine Wierix (ok.1552-1624);
Hieronymus Wierix (ok. 1553-1619);
Johannes Wierix (ok. 1549-1615);
Georg Andreas Wolfgang starejši (1631-1716);

## Lastništvo posameznih izvodov
V zasebnih zbirkah je le nekaj kompletov. Večino sta tako Slovenska akademija znanosti in umetnosti, kot tudi Republika Slovenija podarjali najbolj prestižnim inštitucijam doma in po svetu. Številko ena je dobil Valvasorjev Bogenšperk; številko dve Biblioteka Metropolitana v Zagrebu, številko tri je takratni predsednik Republike Slovenije Danilo Türk poklonil Kraljevi družbi v Londonu, katere član je bil Janez Vajkard Valvasor; številko štiri je predsednik Republike Slovenije poklonil predsedniku Evropske komisije Joseju Manuelu Barrosi v Bruslju; številko pet je Fundacija Janeza Vajkarda Valvasorja pri Slovenski akademiji znanosti in umetnosti poklonila Ljubljani, Valvasorjevemu rojstnemu mestu. Svoje komplete Iconothece imajo tudi Vatikanska knjižnica, Kongresna knjižnica v Washingtonu, Univerza Columbia, Univerzitetna knjižnica Cambridge, Kitajska nacionalna knjižnica v Pekingu, Muzej Albertina v Avstriji, Mestna knjižnica v Melbournu v Avstraliji, Nacionalna knjižnica v Belorusiji in v Ukrajini, Nacionalna biblioteka Črne Gore, Akademija znanosti in umetnosti BiH, Predsedniška knjižnica Makedonije, Univerzitetna knjižnica v Salzburgu, Avstrijska nacionalna knjižnica na Dunaju, Bavarska državna knjižnica, Narodna in študijska knjižnica v Trstu, Koroški deželni arhiv, Urad predsednika RS ter vse večje slovenske knjižnice in muzeji.